# Le Grand Silence (film, 1968)
Pour les articles homonymes, voir Le Grand Silence.
Pour plus de détails, voir Fiche technique et Distribution.
Le Grand Silence (titre original : Il grande silenzio) est un western spaghetti franco-italien réalisé par Sergio Corbucci et sorti en 1968.
Le film, librement inspiré de la guerre du comté de Johnson à la fin du XIXe siècle, met en scène un pistolero muet (Jean-Louis Trintignant), qui se bat pour défendre un groupe de hors-la-loi et une jeune veuve vengeresse (Vonetta McGee) contre un groupe de chasseurs de primes impitoyables menés par Tigrero (Klaus Kinski) et le banquier corrompu Henry Pollicut (Luigi Pistilli). Conçu par Corbucci comme un western désenchanté et nihiliste inspiré par la mort de Che Guevara et de Malcolm X, le film souligne la façon dont l'action de l'État et ses lois sont progressivement dominées et corrompues par les forces du capital. Le Grand Silence prend par ailleurs le contrepied des westerns aux environnements désertiques et poussiéreux en situant son intrigue dans les montagnes enneigées et glaciales de l'Utah pendant le grand blizzard de 1899. Contrairement à la plupart des films du genre, qui ont été tournés dans la province d'Almería en Espagne pour représenter des régions comme le Texas et le Mexique, Le Grand Silence a été principalement tourné dans les Dolomites italiennes.
Coproduit par les sociétés Adelphia Compagnia Cinematografica en Italie et Les Films Corona en France, Le Grand Silence a reçu un accueil commercial mitigé en Italie, notamment en raison d'une interdiction aux moins de 18 ans. Le film a proportionnellement assez bien marché en France et en Allemagne de l'Ouest alors qu'il n'a pas du tout été projeté au Royaume-Uni et aux États-Unis durant plusieurs décennies. D'abord controversé pour sa noirceur et son pessimisme, la réputation du film s'est accrue au fil des années. Ayant fait l'objet de plusieurs ressorties en salles, notamment en 2012 et 2017, Le Grand Silence est aujourd'hui largement plébiscité par les critiques comme l'un des plus éminents westerns spaghetti, et comme le chef-d'œuvre de Sergio Corbucci. Les éloges portent sur le jeu des acteurs, l'utilisation de paysages enneigés, la musique d'Ennio Morricone et la subversion par le film de plusieurs codes du western. Il a été associé aux westerns Django (1966) avec Franco Nero et Le Spécialiste (1969) avec Johnny Hallyday pour former le deuxième volet d'une trilogie « Mud and Blood » (litt. « boue et sang ») de son réalisateur.

## Synopsis
À l'hiver 1898-1899, un grand blizzard souffle dans les hauteurs de l'Utah, ce qui pousse des paysans et bûcherons à devenir voleurs et donc hors-la-loi pour survivre. Ils se cachent dans les bois, en attendant une amnistie imminente qui disculpera nombre d'entre eux de crimes qu'ils n'ont pas commis. Le cynique Pollycut, qui veut profiter des intérêts que l'État lui verse s'il avance l'argent de la prime aux chasseurs de têtes, profite du fait que les primes restent pour l'instant sur les têtes des hors-la-loi pour mettre une armée de Chasseurs de primes à leurs trousses. Parmi les malheureux, le mari de Pauline Middelton, un Noir contraint de voler pour manger parce que Pollycut lui a refusé un prêt. Il est tué par Tigrero, l'un des plus féroces chasseurs de primes de la région, avec trois autres hors-la-loi qui, fatigués d'attendre l'amnistie et poussés par la faim, voulaient pénètrer dans le village à leurs risques et périls.
Pauline, décidée à se venger, fait venir un pistolero qui est la terreur des chasseurs de primes : on l'appelle Silence parce que « après son passage, il n'y a que le silence de la mort », mais aussi parce que, enfant, on lui a coupé les cordes vocales pour qu'il ne raconte pas comment ses parents ont été cruellement abattus par trois chasseurs de primes (l'un des trois, le seul encore en vie, était Pollycut). Silence, armé d'un Mauser C96, un pistolet à dix coups transformé en petite mitrailleuse, a une méthode bien rodée pour ne pas avoir d'ennuis avec la justice : il provoque la personne qu'il doit tuer jusqu'à ce que celle-ci dégaine son arme, alors, grâce à ses réflexes et à la rapidité de son pistolet automatique, Silence dégaine une seconde fois et abat son adversaire, ayant l'excuse de la légitime défense ; parfois il épargne sa victime, mais dans ce cas il tire quand même dans les mains de sa proie, pour l'empêcher de tenir une arme pour le reste de sa vie (Pollycut est en effet dépourvu du pouce de la main droite.).
Silence exige mille dollars pour tuer Tigrero. Pour récupérer la somme, Pauline se rend chez Pollycut et lui propose de lui vendre la maison ; il est tout à fait disposé, mais seulement en échange de faveurs sexuelles de la part de celle-ci. Dégoûtée, elle préfère s'en retourner pour offrir ses faveurs à Silence à la place. Pauline et Silence deviennent ainsi amants.
Entre-temps, le gouverneur nouvellement élu, espérant faire régner l'ordre avant de déclarer une amnistie pour les hors-la-loi, nomme le soldat Gideon Corbett, vertueux mais maladroit, shérif de Snow Hill. Mais la nouvelle mission de Bennett commencent mal, car durant le voyage qu'il effectue pour prendre son poste, des bandits lui volent son cheval pour le manger. Après une longue marche, Corbett monte dans la diligence qui transporte Tigrero et Silence. Corbett est peu impressionné par Tigrero, tant pour son caractère, cynique et fanfaron, que pour les haltes incessantes qu'il impose à la diligence au cours desquelles il récupère les différents cadavres qu'il a laissés dans la neige à divers endroits du chemin. Une fois au village, Corbett lui refuse le paiement des primes et lance des enquêtes pour s'assurer que tout se déroule « en toute légalité ».
Après une bagarre avec Silence, Tigrero est arrêté par le shérif, qui est déterminé à l'emmener dans un pénitencier pour servir d'exemple à tous les autres chasseurs de primes, non sans avoir ordonné à Pollycut et à d'autres habitants de la ville de laisser un chargement de provisions à l'extérieur du village pour les affamés, afin qu'ils ne soient plus une source de nuisance. En chemin, Tigrero trouve un prétexte pour s'arrêter, récupérer un fusil précédemment caché et tirer sur la fine couche de glace sur laquelle se trouve le shérif, le faisant sombrer dans les eaux glacées. Il rattrape ensuite les autres chasseurs de primes, les avertissant qu'ils pourront toucher leur prime car les hors-la-loi sont sur le point de s'abattre en masse sur la ville.
Pendant ce temps, Pollycut et son assistant entrent dans la maison de Pauline et, après avoir brûlé la main droite de Silence, tentent de violer Pauline. Mais Silence parvient à se libérer, à défigurer l'assistant et à tuer Pollycut. Tigrero, mis au courant des faits, ne tue pas les hors-la-loi capturés, mais les enferme dans le saloon en attendant l'arrivée de Silence. Dès leur rencontre, Silence est blessé par deux complices de Tigrero qui, voyant que son adversaire ne peut se défendre, lui donne le coup de grâce avec son Colt SAA. Pauline, qui l'avait suivi en le suppliant de ne pas tomber dans le piège, se jette désespérément sur Silence et s'empare de son arme en la pointant sur Tigrero, qui la tue à son tour. Puis, avec les autres chasseurs de primes, il massacre froidement tous les hors-la-loi. Alors que Tigrero et ses hommes s'apprêtent à toucher leur prime, il prend le Mauser de Silence des mains de Pauline. Les tueurs quittent Snow Hill sous le soleil du matin. 
Le carton de fin révèle que le massacre des hors-la-loi et la mort de Silence et Pauline ont conduit les autorités locales à abolir le système des primes et à condamner les chasseurs de primes comme des criminels ayant profité de la loi pour répandre la violence. Dans la mort, Silence a finalement réussi à mettre fin au système barbare des primes, devenant ainsi un martyr.

### Fins alternatives

#### Dénouement optimiste
En raison de la nature très pessimiste du dénouement original, Corbucci a été obligé de tourner une fin alternative pour apaiser ses producteurs, qui voulaient que le film soit attrayant lors de sa sortie prévue pour les fêtes de fin d'année. L'histoire de la production du Grand Silence laissait entendre que cette fin optimiste avait été tournée spécifiquement pour les marchés nord-africain et asiatique, bien qu'il n'y ait aucune preuve que cette fin ait été visionnée dans l'une ou l'autre de ces régions, mais certaines séquences tournées pour cette fin sont apparues dans les bandes-annonces du film. Cette fin (sans bande sonore) était présente dans les bonus qui accompagnent la plupart des rééditions en DVD. Depuis les éditions en Blu-Ray, cette fin dispose désormais d'un son italien synchronisé, comme dans le Blu-ray édité chez Film Movement.
Dans cette fin, Tigrero sort son arme sans attendre d'y être invité par Silence. Soudain, Corbett, qui a survécu à sa chute dans le lac gelé, arrive en ville à cheval et tire une balle dans la tête de Tigrero, ce qui permet à Silence d'abattre les autres chasseurs de primes. Corbett libère les hors-la-loi tandis que Pauline enlève les bandages de la main droite brûlée de Silence, révélant un gantelet qu'il utilisait pour se protéger, avant d'appliquer des bandages sur sa main gauche blessée. Alors que Corbett emmène les hors-la-loi à la prison locale en attendant leur amnistie, il demande à Silence de devenir son adjoint, ce qu'il accepte avec un sourire.
Selon Hélène Lacolomberie de la Cinémathèque française, Corbucci a réalisé cette fin alternative de fort mauvaise grâce, en bâclant ses plans, pour la saboter délibérément et ainsi imposer sa vision pessimiste, âpre et implacable qu'il avait initialement tournée. Dans la fin optimiste, Corbucci alla même jusqu'à faire un gros plan sur le gantelet de Silence, « laissant deviner à la caméra, aux producteurs, un énorme doigt d’honneur ».

#### Dénouement ambigu
Corbucci a également livré une autre fin, moins connue, à ses producteurs. Cette version est un remaniement de la fin pessimiste avec des séquences supplémentaires qui n'ont pas été montrées au cinéma. Elle n'a jamais été rendue publique jusqu'à ce qu'elle soit incluse dans les bonus du Blu-ray de Film Movement.
Cette fin montre l'homme de main de Tigrero qui tire une balle dans les deux mains de Silence avant que celui-ci ne puisse dégainer son arme ; blessé, il s'effondre sur le sol sous le regard choqué de Pauline. Semblant changer d'avis, Tigrero fait signe à ses hommes de quitter le saloon. Les destins de Silence, Pauline et des hors-la-loi restent donc inconnus.

#### Analyse
En examinant les dénouements alternatifs, le critique de cinéma Simon Abrams estime que le rejet par les producteurs des deux fins susmentionnées était justifié, les décrivant comme des « conclusions émotionnellement insatisfaisantes pour l'anti-fable de Corbucci, par ailleurs déchirante ». S'il considère que l'échec du dénouement ambigu réside dans l'absence de réponses sur le sort des personnages, il juge la fin optimiste « amusante » en raison de sa tentative de bouleverser le ton préétabli du film. Il considère également que cette dernière est intéressante pour les amateurs des films de Sergio Leone, le gantelet de Silence pouvant servir de référence à l'utilisation par Joe d'une plaque de métal pare-balles dans Pour une poignée de dollars.

## Fiche technique
- Titre français : Le Grand Silence ou Le Grand Massacre[5]
- Titre original italien : Il grande silenzio[6]
- Réalisation : Sergio Corbucci
- Scénario : Sergio Corbucci, Mario Amendola, Bruno Corbucci, Vittoriano Petrilli
- Adaptation française : André Tranché
- Photographie : Silvano Ippoliti (it)
- Montage : Amedeo Salfa
- Affiche : Yves Thos
- Musique : Ennio Morricone (dirigé par Bruno Nicolai)
- Décors : Riccardo Domenici (it)
- Costumes : Enrico Job (it)
- Maquillage : Lamberto Marini
- Production : Attilio Riccio, Robert Dorfmann
- Sociétés de production : Adelphia Compagnia Cinematografica, Les Films Corona
- Pays de production :  Italie -  France
- Langue originale : Italien[7]
- Format : Couleur par Eastmancolor - 1,85:1 - Son mono - 35 mm
- Genre : Western spaghetti
- Durée : 105 minutes
- Dates de sortie :
  - Italie : 22 novembre 1968 (Rome) ; 7 décembre 1968 (Turin) ; 13 décembre 1968 (Milan)
  - France : 27 janvier 1969[5]
- Affiches : Giuliano Nistri (Allemagne, Italie, Royaume-Uni)

## Distribution
- Jean-Louis Trintignant : Silence
- Vonetta McGee (VO : Gabriella Genta (it) ; VF : Michèle Montel) : Pauline
- Klaus Kinski (VO : Giancarlo Maestri (it) ; VF : Michel Le Royer) : Tigrero
- Frank Wolff (VO : Michele Malaspina ; VF : Jacques Deschamps) : le shérif Gideon Corbett
- Luigi Pistilli : Pollicut
- Mario Brega (VO : Luciano Melani (it) ; VF : William Sabatier) : Martin, l'assistant de Pollicut
- Carlo D'Angelo (it) (VF : Henri Poirier) : le gouverneur
- Marisa Merlini (VF : Paule Emanuele) : Regina
- Maria Mizar Ferrara (VO : Cesarina Gheraldi (it)) : la mère de Miguel
- Raf Baldassarre (VF : Henri Poirier) : le chasseur borgne
- Spartaco Conversi (VO : Emilio Cigoli ; VF : Pierre Leproux) : Walter, chef des hors-la-loi
- Bruno Corazzari (VF : Edmond Bernard) : Charlie
- Remo De Angelis : le faux shérif
- Marisa Sally : une fille du saloon
- Mirella Pamphili : une fille rousse au saloon
- Jacques Dorfmann : Miguel

## Production
En 1967, Sergio Corbucci s'est lassé de réaliser des westerns dont la qualité et la viabilité commerciale variaient considérablement. Dans un entretien avec Noël Simsolo dans Image et Son en 1971, il raconte « Chaque fois que je tourne un western, je me dis "c'est le dernier". Je suis fatigué et nerveux ; je déteste les chevaux et le désert. Je retourne en ville avec l'intention de faire un film sur un homme qui conduit une voiture, se sert d'un téléphone et regarde la télévision. Mais une fois sur place, je me mets à penser qu'il n'y a rien de plus beau au cinéma qu'un cavalier, avec le soleil couchant et un ciel rouge. Cela me donne envie de continuer. Et j'imagine un autre western avec mes acteurs ». De retour à Rome après avoir terminé les prises de vue principales du film d'espionnage Cible mouvante (1967), il décide qu'un autre western se déroulant lors d'une tempête de neige — en forme d'hommage à deux autres westerns hivernaux que sont La Chevauchée des bannis (1959) d'André de Toth et Les Cheyennes (1964) de John Ford — offrirait un changement de style bienvenu. Il avait déjà envisagé de tourner Django (1966) dans des vallées enneigées, mais ce film s'est finalement déroulé dans une météo pluvieuse en raison de contraintes de temps et de budget. Selon l'acteur et producteur Lars Bloch, cela a également donné à Corbucci l'occasion de visiter des stations des Dolomites, lui permettant ainsi de passer des vacances au ski tout en tournant un film. Le projet était une coproduction entre la société de production Adelphia Compagnia Cinematografica, sise à Rome, et le studio Les Films Corona, sis à Paris.
Selon Jean-François Rauger dans les pages du Monde, le scénario est librement inspiré de la guerre du comté de Johnson (1889-1893) durant laquelle des riches éleveurs de bétail persécutent impitoyablement à travers les pâturages du Wyoming des petits éleveurs qu'ils accusaient de voler du bétail. Cette même guerre inspirera plus tard La Porte du paradis (1980) de Michael Cimino. Selon Ignacio Ramonet du Monde diplomatique, « les hors-la-loi armés de faux, vêtus de bure, courant dans un paysage alpin [...] renvoient aux jacqueries paysannes de l’Italie du début du siècle ».

### Attribution des rôles
Après le refus de Franco Nero, qui avait déjà joué le rôle-titre de Django (1966), Corbucci rencontre Jean-Louis Trintignant via le producteur Robert Dorfmann et décide de l'engager pour jouer le protagoniste du film. Selon Trintignant, « Je serai ravi de faire un western à une condition : que je ne parle pas ! Parce que dans les westerns italiens, on parle énormément et on dit d'énormes bêtises. Le scénario est né de ce postulat ». Avoir un personnage mutique règle également la question de l'interprétation et du doublage. Ce n'est néanmoins pas la première fois que l'acteur français joue dans un film italien, il s'était illustré auparavant entre autres dans les comédies Le Fanfaron (1962), Le Succès (1963) et Meurtre à l'italienne (1965) ou dans les drames Été violent (1959) et En cinquième vitesse (1966). La même année où sort Le Grand Silence, il est à l'affiche de la comédie érotique italienne L'Amour à cheval ainsi que du giallo La mort a pondu un œuf. Trintignant déclare avoir beaucoup apprécié tourner en Italie « J'ai beaucoup aimé [...] Les Italiens nous ressemblent beaucoup mais ils sont différents. En matière de cinéma, ils sont très forts sur l'image, les costumes, les scenarii et un peu moins sur le son. J'ai tourné une trentaine de films en Italie mais ce n'est jamais moi qui parle, c'est toujours un Italien ». Pour ce qui est de son rôle dans Le Grand Silence, Trintignant semble pourtant avoir peu goûté à l'éxpérience, ce qu'il exprima notamment lors de la diffusion du film à l'occasion de l'hommage qui lui était rendu à la Cinémathèque française en 2012. Silence a été son seul rôle dans un western spaghetti.
Corbucci engage l'acteur allemand Klaus Kinski pour jouer le sinistre antagoniste Tigrero, un personnage qui était partiellement destiné à imiter Gorca, le vampire joué par Boris Karloff dans Les Trois Visages de la peur (1963) de Mario Bava, qui a servi d'influence stylistique majeure pour Le Grand Silence. Kinski avait déjà joué dans de nombreux films italiens et dans plusieurs westerns avant ça, comme El Chuncho (1966) ou Sartana (1968). Selon Trintignant, Kinski ne s'entendait pas avec les autres acteurs sur le plateau : « Je ne sais pas si son personnage avait déteint sur lui, mais il a été odieux avec toute l'équipe du film. Vraiment abject ! […] Il affichait sa volonté de se rendre antipathique. Tout le monde, sur le tournage, l'a détesté ». D'autres membres de la distribution étaient des acteurs reconnus dans le genre du western spaghetti ou en dehors, notamment Luigi Pistilli, Mario Brega, Marisa Merlini, Raf Baldassarre, Carlo D'Angelo, Spartaco Conversi et Bruno Corazzari (un acteur souvent comparé à Kinski). Frank Wolff, habituellement connu pour jouer des personnages graves ou malfaisants, a été choisi à contre-courant dans le rôle semi-comique du shérif Corbett.
Vonetta McGee est une actrice américaine alors inconnue, qui avait abandonné ses études de droit à l'université d'État de San Francisco pour déménager à Rome afin de trouver du travail à Cinecittà. Elle est alors choisie pour interpréter Pauline dans Le Grand Silence, son premier rôle au cinéma. Après avoir joué dans le film de Corbucci et dans Faustina (1968) de Luigi Magni, McGee est invitée par Sidney Poitier à retourner aux États-Unis, où elle devient une actrice majeure du genre blaxploitation. Alex Cox lui confie plus tard le rôle de Marlene dans son film La Mort en prime (1984), après avoir remarqué sa prestation dans Le Grand Silence.

### Tournage
Le tournage a commencé fin 1967 à Auronzo di Cadore et Cortina d'Ampezzo (Vénétie) ainsi qu'à San Cassiano in Badia (Tyrol du Sud). Plusieurs scènes du village de Snow Hill ont été tournées sur un plateau spécialement construit pour le film, avec des cabanes en rondins et des toits alpins. De nombreuses collines environnantes ont été utilisées pour divers décors, notamment la cachette de la bande de Tigrero, la gare, la route des diligences et le cimetière de Snow Hill. Selon son autobiographie Crever pour vivre, Kinski a eu une liaison avec l'actrice Vonetta McGee au cours du tournage à Cortina d'Ampezzo, pendant que sa femme Brigitte et sa fille Nastassja faisaient de la luge dans la neige. La véracité des propos de Kinski dans son autobiographie est cependant remise en question par de nombreux commentateurs, le réalisateur Werner Herzog ayant par exemple estimé que cet ouvrage est « largement fictif ». La production s'est ensuite déplacée vers le sud de l'Italie ; le flashback de Silence sur son enfance a été tourné au lac de Bracciano, près de Manziana, dans le Latium. Le décor des studios Elios à Rome, qui avait déjà été utilisé par Corbucci dans Django (1966), a été utilisé pour plusieurs scènes de Snow Hill (y compris le duel final),,.

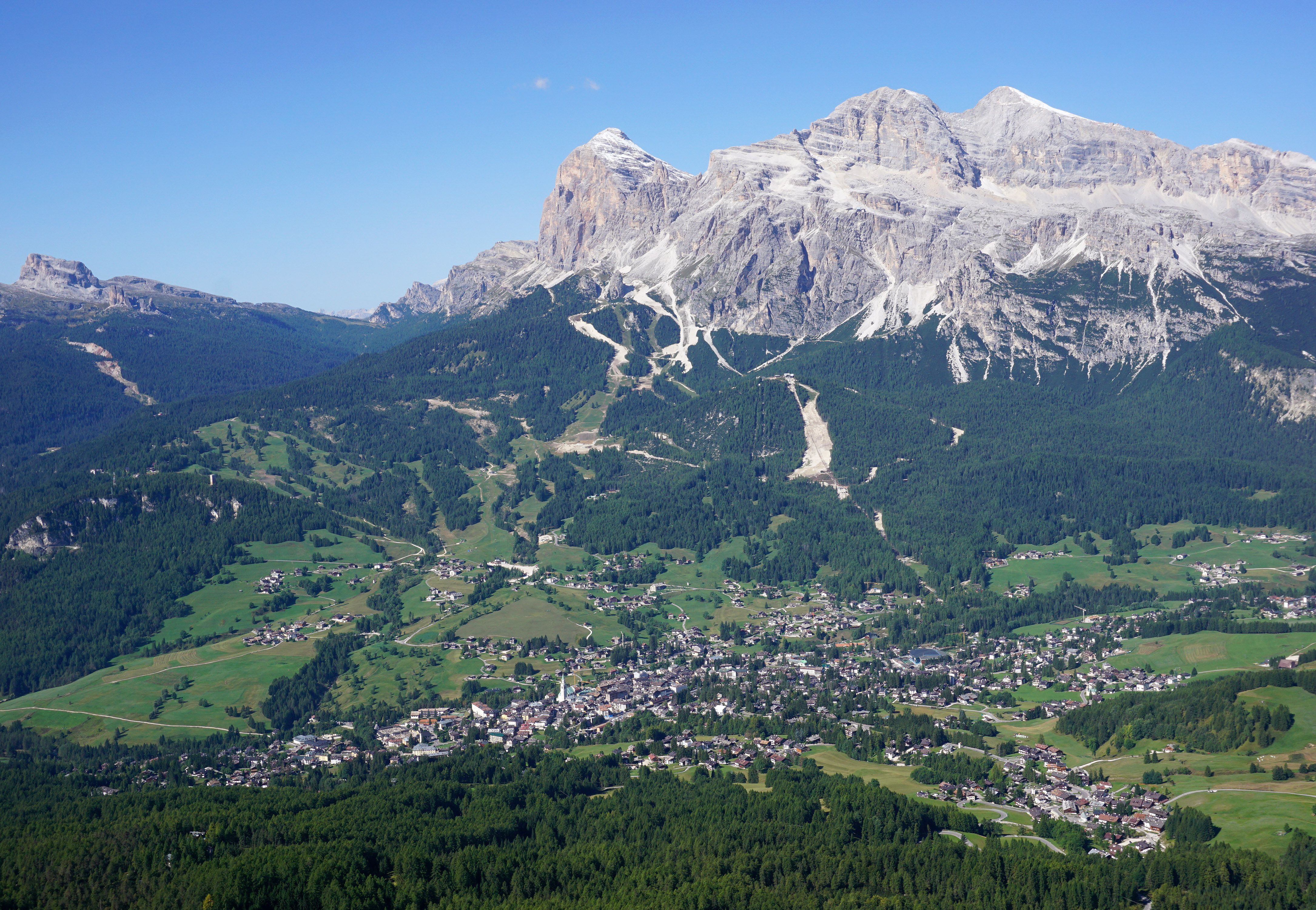
Cortina d'Ampezzo (Vénétie).

La plupart des scènes de Snow Hill filmées aux studios Elios ont été tournées de nuit pour que la fausse neige soit plus convaincante ; 26 tonnes de mousse à raser ont été utilisées pour donner à la rue un aspect enneigé,,. Pour les scènes de jour, le décor d'Elios a été enveloppé de brouillard, pour masquer le fait que la campagne environnante n'était pas enneigée. On s'est également servi de la surexposition de la caméra à l'occasion pour éviter les erreurs de continuité du montage. Les costumes du film ont été conçus par Enrico Job (it) (le mari de la réalisatrice Lina Wertmüller) et ont été influencés par l'esthétique hippie, notamment les cache-nez, les châles et les tenues en fourrure et en cuir ; Corbucci était connu pour s'opposer fortement à la sous-culture hippie,, notamment leur « passivité blasée » et leur consommation de stupéfiants, une critique qu'il réitérera encore plus clairement dans son western suivant avec Johnny Hallyday, Le Spécialiste (1969). Comme d'autres westerns spaghetti, le film a été tourné sans son direct afin de permettre le doublage en plusieurs langues après la production ; pour faciliter cette tâche, Corbucci a affirmé qu'il demandait souvent aux acteurs de jouer en « diction numérique », une technique également utilisée par Federico Fellini, qui consistait pour les acteurs à compter des nombres dans leur langue maternelle au lieu d'interpréter des répliques,.
Selon Vonetta McGee, Corbucci était « l'homme le plus gentil du monde » pendant la production, et « il ne lui a jamais fait d'avances ». L'actrice attribue cela à la présence fréquente de sa femme Nori sur le plateau, notant qu'« ils formaient un couple tellement heureux. C'était un merveilleux environnement pour travailler ». Cependant, à un moment du tournage, on a dû retenir Frank Wolff d'étrangler Klaus Kinski après que ce dernier l'ait insulté en lui disant : « Je ne veux pas travailler avec un sale juif comme toi ; je suis allemand et je déteste les juifs ». À la suite de cet incident, Wolff a cessé d'adresser la parole à Kinski, sauf si le scénario l'exigeait. Kinski déclara plus tard qu'il avait insulté Wolff parce qu'il voulait l'aider à entrer dans son personnage.
Le Grand Silence est l'un des nombreux westerns spaghetti produits entre 1967 et 1968, à l'instar de Tuez-les tous... et revenez seul ! et Aujourd'hui ma peau, demain la tienne d'Enzo G. Castellari, Saludos hombre de Sergio Sollima et Il était une fois dans l'Ouest de Sergio Leone, à être présenté dans le téléfilm documentaire Western, Italian Style de Patrick Morin. Pendant le tournage du film, Corbucci et Trintignant ont été interviewés ; Corbucci a discuté de la nature de la violence dans ses films et dans les westerns spaghetti en général (comparant l'utilisation de la violence dans ces films à celle de la saga James Bond), tandis que Trintignant a parlé de la nature inhabituelle de son rôle et de la façon dont il s'entraînait à dégainer son arme - en retirant une chaussette (remplaçant les gants que Silence porte dans le film) de sa main et en attrapant un artichaut à longue tige dans sa poche.

## Thèmes

### Subversion des codes scénaristiques
Le Grand Silence a été interprété par divers critiques et historiens du cinéma comme une subversion des diverses conventions du genre western. Corbucci, qui a fait de ses opinions de gauche le sous-texte ou le sujet de plusieurs de ses films, a écrit l'histoire du film comme une allégorie soulignant les corruptions découlant des formes autoritaires du capitalisme, qui sont personnifiées par les chasseurs de primes machiavéliques, sadiques et cupides menés par Tigrero (qui utilisent les primes pour alimenter leurs désirs de violence et d'argent tout en agissant dans le respect de la loi), ainsi que par les manœuvres du banquier Pollicutt. Cela correspond en partie à l'intrigue classique des westerns américains (comme dans L'Homme des vallées perdues, 1953) et de certains westerns spaghetti (comme dans Pour une poignée de dollars, 1964), dans lesquels, selon Will Wright, « un étranger solitaire arrive dans une ville troublée et y remet de l'ordre, gagnant le respect des habitants et l'amour de la maîtresse d'école ». En raison de sa représentation sympathique des hors-la-loi et antipathique de ceux qui les pourchassent, Corbucci présente les chasseurs de primes de manière beaucoup plus négative que les personnages des films de Sergio Leone - le carton de fin du Grand Silence contraste avec le carton d'ouverture d'Et pour quelques dollars de plus (1965) de Leone, un film où Klaus Kinski et Luigi Pistilli sont également interprètes.
Un aspect central du film est donc l'accent mis sur la loi et ses organes. Ainsi, Kinski, le méchant, parle à plusieurs reprises du fait qu'il n'a pas enfreint une seule loi. Cela est également illustré par le personnage du juge de paix, interprété par Pistilli. En effet, le juge de paix est également le commerçant de la localité. On retrouve ici le point de vue d'une certaine gauche selon laquelle l'action de l'État et ses lois sont progressivement dominées par les forces du capital. C'est précisément cet aspect qui, pour l'époque, devait être considéré dans sa représentation du film comme une critique de l'Amérique et du capitalisme. Car par son interprétation, la loi échoue désormais en tant qu'instance morale. Avec ses lois, l'État ne fait que protéger la propriété et distribuer des primes au lieu de subvenir aux besoins des gens. La pure nécessité oblige les gens à voler pour pouvoir survivre. Mais ce faisant, ils deviennent des délinquants qui sont désormais pourchassés par les chasseurs de primes afin de garantir la paix juridique. Les chasseurs de primes (en fait les méchants) sont alors ceux qui font régner la loi et l'ordre, tandis que les pauvres hères sont pourchassés en tant que contrevenants.
Un aspect clef du film qui différencie ses choix stylistiques des autres westerns est son cadre : un Utah enneigé qui contraste avec les plaines désertiques que l'on voit dans la plupart des westerns, qu'ils soient américains ou italiens. La morosité du paysage hivernal complète le ton sombre et pessimiste du film, tout en fournissant une motivation aux personnages, car les conditions de vie et les chances de survie sont rendues plus difficiles. Le cadre enneigé isole les événements de l'intrigue en fournissant très peu de détails géographiques visibles. Selon Alex Cox, « De nombreux plans sont filtrés par de la fumée, de la neige qui tombe ou des fenêtres. En effet, il y a tant d'images ondulantes à travers le verre que le film ressemble parfois à un bateau en bouteille, ou à une boule à neige - des métaphores justes pour le monde clos et cruel qui nous est donné de voir ici ».

### Subversion des codes du héros
Dans son analyse du film, Donato Totaro compare Silence à d'autres protagonistes de westerns spaghetti et l'analyse en termes freudiens : il est vêtu de noir (comme Django, la précédente création de Corbucci), il est extrêmement rapide et précis avec son arme et il est anti-héroïque, partageant certaines de ses caractéristiques avec Tigrero (tous deux tueront leurs prochains moyennant paiement comme des tueurs à gages : Silence fait en effet comprendre en des termes clairs à Pauline qu'il exige pour la mission de tuer Tigrero la même somme que Tigrero a reçue pour l'assassinat du mari de Pauline. Et lui aussi interprète la loi en sa faveur pour faire passer un meurtre commandité pour de la légitime défense.). Cependant, contrairement à d'autres personnages de western spaghetti « solides et taciturnes », tels que Django ou Joe dans Pour une poignée de dollars (1964), Silence est complètement muet, ce qui lui confère un sentiment de vulnérabilité et de sensibilité. Contrairement aux revolvers Colt SAA dont se servent les protagonistes habituels de western spaghetti ainsi que les autres personnages du film, l'arme choisie par Silence est un Mauser C96 semi-automatique - sa rapidité de tir lui donne un avantage décisif et injuste sur ses adversaires, c'est pourquoi ses talents de tireur proviennent en partie de prouesses technologiques, et non physiques. Comme Django et Joe avant lui, les mains de Silence sont blessées avant le dénouement, ce qui nuit grandement à son adresse au tir. Cependant, un autre lien avec les chasseurs de primes qu'il combat est établi - à cause de l'égorgement qu'ils lui ont fait subir, Silence tire fréquemment sur les pouces de ses ennemis, les rendant incapables de se servir d'une arme à feu. De plus, contrairement à Django et Joe, ni sa volonté de survivre ni son armement de pointe ne peuvent sauver Silence lors du duel final contre Tigrero. Ce dernier inflige alors au héros une « castration symbolique », comme l'a décrit James Newton, en s'appropriant le Mauser après l'avoir tué,,. 
Malgré ses ambiguïtés, le rôle de Silence, comme celui d'autres héros de westerns spaghettis, est conçu, par rapport à ses adversaires, comme une figure d'identification et un vecteur de sympathie pour le spectateur. Corbucci a conçu l'histoire d'un homme bon qui succombe dans un enfer barbare en mémoire de Jésus, Martin Luther King et Che Guevara. La référence à Che Guevara et à Jésus est illustrée par la mutilation de ses mains. Corbucci avait déjà utilisé le motif des mains détruites dans Django - il provient de l'histoire romaine et fait référence à la légende de Caius Mucius Scævola. Le film doit montrer l'impossibilité de la révolution, car l'exécution de Silence ne sauve pas plus les otages que l'assassinat de Che Guevara n'a changé l'histoire de l'humanité. Selon Alex Cox, la veuve de Corbucci, Nori, a déclaré au [producteur] Katsumi Ishikuma que son mari « avait à l'esprit la mort de [Che Guevara] et de Malcolm X lorsqu'il a conçu Le Grand Silence [...]. Pour le radical, pour le révolutionnaire, ces deux décès étaient de terribles nouvelles. Il semble que l'on ne puisse affronter les puissants et les malfaisants que pendant un court laps de temps, avant qu'ils ne nous écrasent »,.

### La place de la femme
Le Grand Silence, comme de nombreux westerns de Corbucci, est connu pour ses représentations de personnages féminins au caractère bien trempé, notamment la mère du jeune hors-la-loi Miguel (qui demande à Silence de tuer Charlie, le compatriote de Tigrero), Regina, la tenancière de saloon dont le shérif Corbett s'éprend, et Pauline[. Parce qu'elle cherche à venger la mort de son mari par l'intermédiaire de Silence, qu'elle tombe amoureuse de lui en partageant sa douleur et sa solitude, et qu'elle le soutient jusqu'à ce qu'ils soient tous deux tués par Tigrero, Pauline joue un rôle pivot dans la narration du film. Elle est également représentée maîtrisant facilement sa sexualité, comme en témoignent son refus de devenir la maîtresse de Pollicut et la séduction qu'elle exerce sur Silence alors qu'elle s'occupe de ses blessures. Pauline est également afro-américaine, et sa scène d'amour interraciale avec Silence a été considérée comme très subversive, à la fois dans le cadre historique et géographique des westerns et dans le contexte du cinéma commercial dans son ensemble,. Corbucci a commenté plus tard :

« Les gens ne vont pas au cinéma pour voir des scènes d'amour. Buñuel avait raison lorsqu'il disait que la chose la plus embarrassante, pour un cinéaste, est de pointer une caméra sur un couple qui s'embrasse. Rien n'est plus banal qu'un baiser. En général, il n'y a pas de scènes d'amour dans les films d'action, mais dans Le Grand Silence, j'ai tourné une très belle scène d'amour entre une femme noire et un muet. Il y a quelque chose de très beau et d'assez malsain dans cette séquence. C'est la seule scène d'amour que j'ai incluse dans un de mes westerns, un genre où les femmes sont souvent représentées de façon étrange. »

— Sergio Corbucci

### La mort des protagonistes
Contrairement à la mort des personnages principaux dans les films contre-culturels de l'époque, tels que Ben, le personnage incarné par Duane Jones dans La Nuit des morts-vivants (1968), et Wyatt et Billy (incarnés par Peter Fonda et Dennis Hopper) dans Easy Rider (1969), dans lesquels ces personnages sont eux-mêmes assassinés par des membres défavorisés de la société, les chasseurs de primes sont mandatés par l'État et agissent au service du capital en aidant à le protéger. Ce qui différencie encore plus la mort des héros et la position anti-autoritaire du Grand Silence des films de George A. Romero et Dennis Hopper, c'est que, contrairement à La Nuit des morts-vivants et Easy Rider, qui ont été produits en dehors de schémas préétablis du cinéma de genre, le film de Corbucci subvertit et critique le genre dont il fait partie ; contrairement aux circonstances relativement rares de la fusillade à O.K. Corral — qui a servi de principal modèle aux représentations cinématographiques des duels au Far West —, les véritables fusillades de l'époque ressemblaient davantage à des embuscades comme celle de Tigrero et de son gang. Donato Totaro déclare que le titre du film « est riche en significations possibles, suggérant non seulement la grande neige blanche expansive, le mutisme du personnage principal, mais aussi les défaites politiques de la fin des années 1960 qui ont eu un impact sur l'humeur de Corbucci et l'ont conduit à réaliser l'un des westerns les plus sombres jamais tournés ».
Cox estime que le message moral du film est que « parfois, même si l'on sait que l'on va échouer, on doit persévèrer à faire ce que l'on doit ». Il ajoute également qu'en affrontant un ennemi imbattable et en mourant dans le duel qui s'ensuit, Silence « devient le héros le plus noble de tous les westerns depuis Shane dans L'Homme des vallées perdues (1953) ».

## Bande originale
La bande originale du Grand Silence a été composée par Ennio Morricone, collaborateur musical fréquent de Corbucci depuis Navajo Joe (1966), et dirigée par Bruno Nicolai. Morricone la considère personnellement comme sa meilleure bande originale de western spaghetti, à l'exception de ses compositions pour Sergio Leone,. La bande originale a été publiée sur CD, contenant également cinq titres de la musique de Morricone pour Ce merveilleux automne (1969) de Mauro Bolognini, en 1995, 2005 et 2014. Un album en édition limitée (500 exemplaires) a été publié par Dagored, une maison de disques italienne sise à Florence, en avril 2016.
Dans sa critique de la partition de Morricone, le critique britannique Robert Barry a déclaré que les compositions du film évitent « les mélodies héroïques planantes et les rythmes de sabots de chevaux des films de Leone » et que la musique ressemble beaucoup aux bandes originales des films d'épouvante des années 1970 de Morricone, à la musique de Florian Fricke pour les films de Werner Herzog et aux compositions modernes de Luciano Berio et de Pierre Boulez. Il a également noté que les violons solistes (jouant des intervalles de quinte) et les flûtes sont utilisés pour créer des leitmotivs wagnériens afin de souligner le conflit de Silence au sein de la société dans laquelle il est placé.

### Liste des titres
| 1. | Il grande silenzio       | 2:29 |
| 2. | Passaggi nel tempo       | 2:55 |
| 3. | E l'amore verra          | 1:58 |
| 4. | Barbara e tagliente      | 2:02 |
| 5. | Prima che volino i corvi | 2:31 |
| 6. | Immobile                 | 3:32 |
| 7. | Viaggio                  | 1:54 |

| 1. | Voci nel vento           | 2:42 |
| 2. | Gli assassini e la madre | 3:21 |
| 3. | Invito all'amore         | 4:00 |
| 4. | Nel vecchio saloon       | 1:11 |
| 5. | L'ultimo gesto           | 4:27 |
| 6. | Dopo il martirio         | 1:41 |

### Reprises et échantillonages ultérieurs
Le groupe de rock progressif russe Malenkie Tragedii (ru) (Маленькие трагедии), le groupe hongrois Yesterdays (hu) et le groupe italien N.O.T. (Noise Overtones Therapy) ont composé et interprété des morceaux de 20 minutes adaptés du film, intitulés respectivement The Voice of Silence, Suite Pauline et Epilogo, dans le cadre d'un projet musical commun entre le label français Musea et le fanzine finnois Colossus pour encourager les groupes et les artistes musicaux à interpréter musicalement le film et d'autres westerns spaghetti. Les chansons ont été publiées sur l'album The Spaghetti Epic Volume Three - The Greatest Silence.
La musique de Morricone a été échantillonnée et remixée par le groupe américain Thievery Corporation pour l'album Morricone Rmx. Le groupe italien de grindcore Cripple Bastards a sorti un album intitulé Il grande silenzio, le titre original du film. Anima Morte a également enregistré une version du thème principal pour l'album compilation Cani Arrabbiati - Opening Themes ... A Tribute.

## Exploitation
Après l'achèvement du film, Le Grand Silence a été, selon la procédure habituelle pour un western spaghetti, monté dans sa forme finale et achevée et doublé en cinq langues : italien, français, espagnol, allemand et anglais. Des versions sous-titrées ont été créées pour les marchés étrangers en dehors des versions doublées.
Il grande silenzio est sorti en Italie le 22 novembre 1968 à Rome, le 7 décembre à Turin et le 13 décembre à Milan. En raison de sa violence, le film est interdit aux moins de 18 ans en Italie, ce qui limite ses recettes en salles, le film étant également sorti dans les cinémas italiens pendant les vacances de Noël. Il enregistre environ un million d'entrées pour un peu plus de 300 millions de lires de recettes au box-office Italie 1968-1969. Un autre western de Sergio Corbucci sorti la même année El mercenario a bien mieux marché dans les salles italiennes. Il a été rapporté que lors d'une projection du film en Sicile, un spectateur aurait tiré un coup de feu sur l'écran pour protester contre la fin du film. 
Le film marche assez bien en France et en Allemagne de l'Ouest comparativement à d'autres westerns spaghettis, en grande partie grâce à la présence de Trintignant et de Kinski en vedette. Le film est sorti en France le 27 janvier 1969 où il enregistre 570 486 entrées. Il sort le 21 février 1969 en Allemagne de l'Ouest sous le titre Leichen pflastern seinen Weg (litt. « Les cadavres jonchent son chemin »). Au Japon, après sa sortie initiale le 6 septembre 1969 sous le titre 殺しが静かにやって来る, le film est ressorti en salle en 1995 avec un autre film de Corbucci, Far West Story dans le cadre de la rétrospective « Renaissance du western spaghetti » (マカロニ・ウェスタン復活祭). 
Les sorties anglo-saxonnes du film ont été très tardives. Comme le rapporte Alex Cox en avril 1990, « Bien que Le Grand Silence soit le meilleur film [de Corbucci], il n'a jamais été projeté en public [au Royaume-Uni] ou aux États-Unis. Il est facile de comprendre pourquoi. Le film, comme la plupart des westerns italiens, est incroyablement sombre et pessimiste ; mais pire encore, il a la fin la plus horrible de tous les films que j'ai jamais vus ... ». Il a finalement été projeté en 1990 au Royaume-Uni et seulement en 2017 aux États-Unis.

### Accueil critique
En raison notamment de son dénouement brutal, cet anti-western est considéré comme un film culte de la génération 1968. Mais la renommée de Corbucci s'est estompée lorsque le zeitgeist a changé et que la composante politique de ses films est devenue moins importante. Ses œuvres ultérieures ont eu du mal à maintenir ce niveau, jusqu'à parfois irriter ses anciens admirateurs. 
Le réalisateur autrichien Michael Haneke est également considéré comme un inconditionnel du film, il a qualifié sa fin d'unique dans une interview avec l'hebdomadaire Die Zeit. La seule œuvre avec un schéma narratif semblable qui lui vient à l'esprit est l'opéra de Claudio Monteverdi L'incoronazione di Poppea (1642).
Il a été largement plébiscité par la critique et le public, et a figuré sur de nombreuses listes des meilleurs films western spaghetti compilées par le public, les cinéastes et les historiens,. La critique l'a associé aux deux autres westerns Django (1966) et Le Spécialiste (1969) sous le nom de « Mud and Blood Trilogy », (« Trilogie de la boue et du sang » ) et, avec Django, il est généralement considéré comme le meilleur film de Corbucci et l'un des meilleurs westerns spaghetti non réalisés par Sergio Leone. Une critique contemporaine du Grand Silence dans le journal français Le Populaire décrivait Corbucci comme « un excellent créateur d'atmosphère et un metteur en scène parfaitement à l'aise avec les acteurs : Klaus Kinski [...] est ici excellent ».
Pour Nathalie Dray dans Libération, « Corbucci n’était certes pas le plus subtil, mais le plus prolifique et le plus sombre [des réalisateurs de westers spaghetti], instillant à la cruauté une outrance baroque au service d’une critique politique cinglante et désenchantée. [Ce film] exacerbe cette propension à l’outrance jusqu’à la radicalité, pour atteindre des sommets de noirceur rarement égalés. [...] Vision nihiliste que le cinéaste partage par la seule mise en scène (échanges de regards, surcadrages, profondeur de champ, zooms et dézooms tranchants), notamment dans un finale imparable et terrifiant. Dans ce monde sans espoir, la lente glaciation s’abat sur les corps que la neige recouvrira de son implacable linceul ».
Selon le site DVDclassik, « Le Grand Silence restera [le] chef d’œuvre [de son réalisateur], le film de la postérité. Corbucci fait de son film une œuvre à part et originale tout en respectant le cahier des charges du western : antagonisme (parfait) des deux personnages principaux, réalisme ; Silence est présenté comme le tireur le plus rapide de l’Ouest, le méchant est abominable, etc. C’est sur le destin des personnages, des icônes du genre, que Corbucci va surprendre le plus. Il n’y aura aucun salut pour la bravoure, pas d’espoir. Le plus malin, celui qui aura le moins de scrupule gagnera, tout simplement. Corbucci pousse le nihilisme dans ses derniers retranchements. La fin, d’une noirceur peu commune illustre parfaitement le propos : pas de place pour l’héroïsme ».
Selon Hélène Lacolomberie de la Cinémathèque française, « Après le noir Django (1966), Sergio Corbucci délaisse la poussière du désert et aborde le western par la face montagne [...] Corbucci sort très vite du cadre et détourne un à un les codes du genre. La neige, oui, mais aussi une actrice de couleur, un shérif inutile et des monceaux de cadavres. Si la forme est radicale autant qu’atypique, elle sert surtout une réflexion qui déconstruit les fondations morales d’une Amérique classique que sont la propriété, la loi et l’ordre. Au-delà de la métaphore bien/mal, neige immaculée vs personnages sombres, chaque séquence de ce western crépusculaire distille une cruauté glaçante ».
Selon le rororo Filmlexikon, il s'agit d'« un western italien extrêmement cynique et brutal, mis en scène avec une cohérence saisissante, une œuvre majeure du genre et de son réalisateur Corbucci ».
Pour Christian Kessler, « Corbucci fait geler l'humanité en un désert de glace dans lequel personne ne peut survivre. L'homme est réduit à sa valeur d'utilité morte. Ce ne sont pas les hommes de loi qui sont les gentils du film, mais les proies sans défense qui ont été abandonnés par le droit. Le Grand Silence est un grand film que l'on n'oublie jamais ».
Selon le Lexikon des internationalen Films, « Un western spaghetti mis en scène avec une cohérence impérieuse, dont la brutalité excessive remet en question des références de critique sociale bien présentes ».
Pour Ulrich Greiner, il s'agit d'« Un film amer qui fait frissonner ».
Selon l'Evangelischer Filmbeobachter, Le Grand Silence est un « Western italien [...] d'une brutalité difficilement égalable, et qui ne documente pas vraiment le côté social du problème. C'est répugnant, voire écœurant, malgré de belles prestations d'acteurs. À rejeter » .

## Postérité
Le Grand Silence va influencer toute une génération de cinéaste, à l'instar de Hideo Gosha pour son film Goyokin, la terreur des Sabaï (1969), John Sturges pour son film Joe Kidd (1972), à Ruggero Deodato pour son célèbre Cannibal Holocaust (1980), en passant par les frères Coen pour Fargo (1996), ou Clint Eastwood  pour Gran Torino (2008). Il a également influencé l'œuvre de Quentin Tarantino. Décrivant le film comme son « western des neiges » préféré, il lui a rendu hommage dans Django Unchained (2012) et Les Huit Salopards (2015). Robert Richardson, le chef opérateur des Huit Salopards, a indiqué que lui et Tarantino avaient étudié la photographie du Grand Silence pour comprendre comment obtenir l'atmosphère intimiste que Tarantino souhaitait pour son film.
Le film inspira Yves Swolfs pour le premier épisode de sa nouvelle série Durango, Les chiens meurent en hiver, album de bande dessinée paru en 1981. La fin fut évidemment modifiée pour que la série puisse se poursuivre (17 albums de 1981 à 2016). Durango n'acquiert le Mauser qu'au début du 3e épisode, Piège pour un tueur, l'arme ayant appartenu à Silence, puis Tigrero, avant de finir chez un armurier.